# Venjamin But
Venjamin Jevgenjevitj But (på russisk: Вениамин Евгеньевич Бут) (født 1. august 1961 i Leningrad) er en russisk tidligere roer.

## Rokarriere
But, som roede for Dynamo St. Petersborg, men roede internationalt i en otter sammensat af roere fra flere klubber fra hele Sovjetunionen. Hans første store resultat kom i 1985, da han var med til at blive verdensmester i denne bådtype, mens han var med i den sovjetiske båd, der vandt VM-sølv året efter.
Han var igen med i båden til OL 1988 i Seoul sammen med Viktor Omeljanovitj, Vasilij Tikhonov, Pavlo Hurkovskyj, Andrej Vasiljev, Mykola Komarov, Viktor Diduk, Aleksandr Dumtjev og styrmand Aleksandr Lukjanov. Den sovjetiske båd vandt sit indledende heat, mens Vesttyskland lidt overraskende vandt det andet. Begge gik i finalen, hvor vesttyskerne lagde bedst fra start, og de beholdt føringen til mål og sikrede sig dermed guldet. Kampen om sølvet blev knivskarp og endte med afgørelse på målfoto, hvoraf det fremgik, at Sovjetunionen var 0,25 sekund foran USA og dermed fik sølv, mens amerikanerne måtte nøjes med bronze.
Efter Sovjetunionens opløsning stillede But op i firer med styrmand for Fællesskabet af Uafhængige Stater (SNG) ved OL 1992 i Barcelona; hans båd endte på en sjetteplads.

## OL-medaljer
- 1988:  Sølv i otter